# Walram IV. (Limburg)

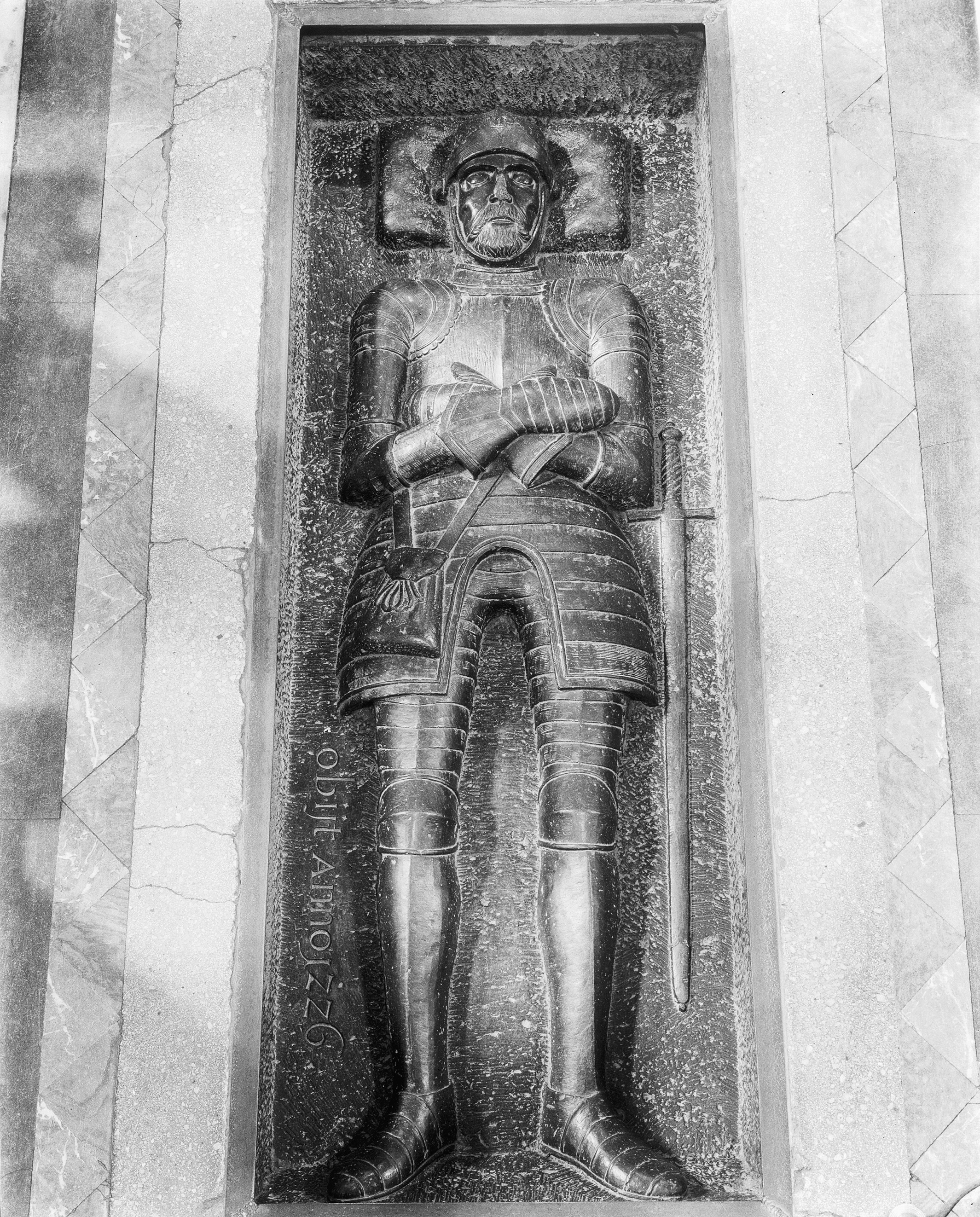
Walram IV. von Limburg, Grabplatte in der Abteikirche Rolduc

Walram IV. von Limburg (* ca. 1160; † 1226, begraben in der Abtei Rolduc) war seit 1214 Graf von Luxemburg und seit 1221 Herzog von Limburg und Markgraf von Arlon und bis 1221 Herr von Monschau.

## Leben
Er war der zweitälteste Sohn des Herzogs Heinrich III. von Limburg und der Sophie von Saarbrücken, einer Tochter des Grafen Simon I. von Saarbrücken. Am 1. August 1194 kämpfte er mit in der Schlacht von Noville gegen Graf Balduin V. von Hennegau. Nachdem 1214 sein Bruder Heinrich (IV.) gestorben war, ist Walram zum Haupterben seines Vaters aufgerückt.
Walram nahm zusammen mit seinem Vater Heinrich III. am Dritten Kreuzzug teil; sie reisten unabhängig vom Hauptheer Kaiser Barbarossas und schlossen sich im Heiligen Land dem Heer von Richard Löwenherz an. 1196/97 rebellierte er zusammen mit seinem Vater gegen Kaiser Heinrich VI. und nahm im Jahre 1206 an der Schlacht bei Wassenberg teil. Durch seine zweite Eheschließung im Jahr 1214 mit der Gräfin Ermesinde von Luxemburg (Haus Namur) wurde Walram IV. Graf von Luxemburg (de iure uxoris) und wurde somit in die Erbstreitigkeiten um Luxemburg und Namur verwickelt. Ebenfalls 1214 nahm er auf welfischer Seite an der Schlacht von Bouvines teil. In den Jahren 1217 und 1218 nahm er am Fünften Kreuzzug teil und kämpfte bei der Belagerung von Damiette. Nach dem Tod seines Vaters Heinrich III. im Jahre 1221 wurde Walram Herzog von Limburg und Graf von Arlon, zugleich gab er seine Herrschaft über Monschau an seinen ältesten Sohn Heinrich ab.
Walram IV. hatte mindestens vier Kinder aus erster Ehe mit Kunigunde von Monschau, diese waren:
- Sophie von Limburg († 1226), ⚭ 1210 Graf Friedrich von Isenberg
- Mathilde von Limburg († nach 1234), ⚭ Wilhelm III. von Jülich
- Heinrich IV. von Limburg († 1247), ⚭ Irmgard von Berg
- Walram II. von Monschau († 1242), ⚭ Elisabeth von Bar Tochter des Grafen Theobald I. von Bar und der Gräfin Ermesinde II. von Luxemburg

Walram IV. hatte mindestens vier Kinder aus seiner zweiten Ehe mit Ermesinde II. von Luxemburg, diese waren:
- Katherina von Limburg (* 1215; † 18. April 1255), ⚭ Herzog Matthäus II. von Lothringen
- Heinrich V. von Luxemburg (* um 1216; † 1281), ⚭ Margarethe von Bar, Tochter von Heinrich II. von Bar
- Margareta von Limburg
- Gerhard von Durbuy (* 1223; † um 1303), ⚭ Mechthild von Kleve, Tochter des Dietrich primogenitus von Kleve

## Anmerkung
1. ↑  Vgl. Gislebert von Mons, Chronicon Hanoniense, in: MGH SS 21, S. 587f.